# クラブチーム (社会人野球)
社会人野球におけるクラブチームとは、日本野球連盟に登録するチームのうち、「会社登録チーム（会社等の法人が加盟登録したチーム。公共団体が加盟したものも含む）でないチーム」のことである。
明確な定義は諸規定に置かれていないが、定義づけるならば、「企業の活動の一環として行うものでなく、自発的に集まった有志により運営される硬式野球チーム」であるといえる。

## クラブチームの実態
いわゆる「草野球」とクラブチームの判別も厳密なものがあるわけではないが、確実に両者を峻別できるものとして、クラブチームの行う試合は硬球を使用する硬式野球であること、また、クラブチームは日本野球連盟に所属することが前提となっているため、いわゆる3大大会の予選に参加することができる という点が挙げられる。
しかしながら、いわゆる野球好きの人々が自然発生的に集まりチームを結成するという意味では草野球とクラブチームに根源的な違いはなく、また会社登録チームと比べると別に本職を持っているクラブチームの選手たちが集合練習をすることができるのは週末や祝日しかなく、練習時間や練習グラウンドの確保に奔走する苦労が絶えないという点でも共通点が見られる。

## クラブチームの歴史

### クラブチームの勃興期
クラブチームの歴史は、ほぼ社会人野球の歴史と軌を一にしているといえる。1877年に日本初の野球チームとされる「新橋アスレチックス」が結成された。このチームの選手の多くは工部省鉄道寮新橋鉄道管理局の職員であったというが、それ以外の者もメンバーとして入っていた上、新橋鉄道管理局公認の活動とはされていなかったことから、このチームはクラブチームの側面を持っていたともいえる。
20世紀に入ると、国内の野球人気をまず最初に担ったのは学生野球、特に大学野球であった。東京六大学野球連盟を中心として、各地方に大学野球リーグが設立され、人気選手が新聞の紙面をにぎわすようになっていった。しかし、大学には在学期間があり、どんなスター選手でも4年すればチームを去ってゆく。その受け皿として各地方にクラブチームが結成され、単発的に行われるクラブチーム同士の対戦が学生野球時代からのファンを集めていた。
しかしながら、いわば早慶戦のような、クラブチーム同士の定期戦が行われることはなく、学生野球界のスター選手も大学を卒業すると野球をやめる者が多く、クラブチームに進んだ者であっても、全国的に活躍を知られるようなことはなかった。
早大野球部第2代主将である橋戸信も大学を卒業して毎日新聞社（当時「東京日日新聞」）の記者となっていたが、早大時代のアメリカ遠征で、メジャー・リーグのフランチャイズ制度に注目していた。そして会社に、各都市を代表するチーム同士を争わせる野球の全国大会開催を働きかけ、これが認められた。この大会こそ都市対抗野球大会である。このとき、鉄道省の各鉄道局には社員の娯楽として、そして社員の士気・愛社精神向上のために企業チームができていたが、当時学生野球以外のチームはクラブチームが大半であった。橋戸は約1年をかけて全国を歩き回り、目立った活動を行っていたクラブチームの関係者、そして鉄道局のスタッフを説得し、1927年（昭和2年）に第1回全日本都市対抗野球大会を開催した。都市対抗野球の最優秀選手は、この橋戸の功績をたたえて「橋戸賞」として表彰されている。
この大会は橋戸の予想通り、大きな反響をもって受け入れられた。大学野球時代のスターが再び神宮球場に集まりプレーを披露するとして、全国の野球ファンが注目する大会となった。実際、第4回大会からはNHKラジオによる全国中継が行われたほか、第9回大会では皇族が貴賓席で準決勝を観戦するなど、「労働スポーツの花形大会」として受け入れられた。まだ企業チームが鉄道・石炭・製鉄業界以外になかったこの時代では、クラブチームが企業チームを凌駕することは日常であり、まだプロ野球が「職業野球」としてさげすまれていた時期でもあったことから、大学野球の名選手も、いわば「セミプロ」の企業チームに入るよりも、クラブチームに入ることをよしとしていた傾向が見られる。例えば第8回全日本都市対抗野球大会を制した全大阪は、東京六大学の花形選手である三原脩（早大出身、のちプロ野球監督）、牧野直隆（慶大出身、のち高校野球連盟会長）を擁していた。

### クラブチームの縮小・低迷期
都市対抗野球大会が盛り上がりを増していき、主催の毎日新聞社で大会の模様が大きく伝えられるようになると、企業は社内融和と愛社精神の高揚、そして宣伝媒体の一つとして社内にチームを設けて都市対抗野球大会の予選に参加するようになる。1936年の第10回都市対抗野球大会では門司市・門司鉄道局が企業チームとして初めて黒獅子旗（都市対抗野球大会の優勝旗）を手にする（ちなみに、第10回大会以降、クラブチームの都市対抗野球大会制覇は成し遂げられていない）。
時代が戦時色に染まる中、職業人は自らの天分に全うすべきという風潮もあり、例えば第12回都市対抗野球大会（1938年）を前にして、過去11回の本大会全てに出場し、うち4回の優勝の実績を持つ東京倶楽部が自発的に解散した。そんな中、企業チームは社員の士気高揚は戦意発揚につながるとの考え方からより活動を活発にしていった。
戦争が終わり、1946年に都市対抗野球大会が復活（第17回大会）するが、クラブチームは出場16チーム中8チームとかつての勢いはなくなっていく。そして1949年に日本社会人野球協会（現・日本野球連盟）が発足し、今まで統括組織のなかった社会人野球界をまとめるようになると、企業チームとクラブチームがはっきりと区別する運営を行うようになり、都市対抗野球大会の予選等でも純粋なクラブチームがなかなか予選を突破できないようになっていった。
高度経済成長に合わせて、プロ野球人気が日本の野球人気の中心となると、それを下支えする社会人野球の人気も高まり、会社は競うように野球部を社内に立ち上げていく。日本野球連盟加盟チーム推移表 によれば、1963年には加盟313チームのうち実に4分の3にあたる237チームが企業登録チームとなっている。これに押されるように、クラブチームは諸大会で上位に顔を出すどころか、公式戦で勝つことすらままならない状態であった。
1960年代まで、クラブチームが出場することができる全国規模の大会は都市対抗野球大会だけだったが、クラブチーム間の交流を図り、またクラブチームとしての実力向上の場を求める声を受けて、1976年に現在まで続く全日本クラブ野球選手権大会の第1回大会が開かれたが、依然として社会人野球の運営は企業チーム中心となっていた。

### クラブチームの再興期
バブル経済の破綻を受け、経済が縮小傾向にあった1994年に社会人野球界に衝撃が走る。都市対抗野球大会出場34回、優勝2回、そして1992年の第63回都市対抗野球大会でも準優勝していた熊谷組が野球部の解散を発表したのである。それまでも全国大会になかなか出られないチームの廃部や同一企業内で複数のチームを持っている場合の整理・統合が行われていたことはあったが、いわゆる名門企業チームがバブル破綻によるリストラの一環として企業スポーツの整理に乗り出したことは、社会人野球界に大きな打撃を与えた。
実際、この発表から堰を切ったように各地の企業チームが休部・廃部を発表していく。1993年（平成5年）には148チームあった企業チームは2002年（平成14年）にはついに100チームを切り、98チームにまで減っていった。それまで企業チーム中心で諸大会を運営していた日本野球連盟も危機感を持ったのか、これ以上企業チームの劇的増加が見込めない中、新規クラブチームの結成や既存クラブチームへの参加を積極的に呼びかけるようになる。また、それまでずっと関東地方で開催してきた全日本クラブ選手権大会も、関東地方とそれ以外の地方との隔年開催を実施するようになった。
その中、2003年に、メジャーリーガーで社会人野球出身である野茂英雄が自らの出身チームである新日本製鐵堺が休部中であり、かつ社会人野球界全体が地盤沈下を起こしているのを憂慮し、運営資金の大半を捻出し、大阪府堺市にクラブチーム（「NOMOベースボールクラブ」）を立ち上げた。また、2004年シーズンオフにはコメディアンの萩本欽一が茨城県桜川村（現：稲敷市）に「茨城ゴールデンゴールズ」を立ち上げることを発表すると、各地に元プロ野球選手や野球愛好家の芸能人・著名人が出資者・総監督・監督・選手となってクラブチームの結成が相次いだ。その結果、2006年（平成18年）には、日本野球連盟加盟358チーム中クラブチームは約77％の275チームにまで増えてきた。
クラブチームの激増を受けて、日本野球連盟は全日本クラブ野球選手権大会に出場することも困難になってきたことから、2006年にクラブチームの新しい大会であるナショナルクラブベースボールシリーズを立ち上げ、なるべく多くのクラブチームが大きな大会に参加できる機会を増やそうとしている。
また、単にクラブチームは量だけ増えてきたのみならず、2005年の第76回都市対抗野球大会には実質活動2年目のNOMOベースボールクラブが、2007年の第78回都市対抗野球大会には活動2年目の岩手21赤べこ野球軍団がそれぞれ初出場を果たし、2009年の第36回社会人野球日本選手権大会では大和高田クラブが企業チームを連破してベスト8入りを遂げた。クラブチーム界のレベルアップも目覚ましいものがある。

## 現在のクラブチームをめぐる諸問題
クラブチームは上述のように近年急増傾向にあるが、社会人野球界最大の大会である都市対抗野球大会の予選が平日に行われるなど、クラブチームへの配慮が足りない（または企業チームを優遇している）との指摘がある。
2004年ごろを契機にクラブチームが急増したのは上述のとおりだが、思いのほか経費がかかる、結果が出ないといった理由からチーム立ち上げ時についたスポンサーが離れていったり、チームの総監督・監督として名を連ねている元プロ野球選手や著名人が単なる「名義貸し」に過ぎず、実際は球場にさえ姿を見せないなど、クラブチームがその本質から外れていき、スポンサー企業の宣伝媒体として利用されている、また元プロ野球選手や著名人の「売名行為」に利用されているとの指摘がある。
また、元々企業チーム登録だったクラブチームが、その後企業から公式な支援を受けて活動する企業チーム登録への復帰が認められた例も近年は少なからずある。
- 三菱重工East硬式野球部...元三菱重工業横浜造船所硬式野球部→2001年に三菱重工横浜硬式野球倶楽部（クラブ）としてクラブ登録に移行→2008年に企業チームに再登録、2021年現チーム名
- 三菱自動車倉敷オーシャンズ...元三菱重工業水島造船所硬式野球部→三菱自動車工業水島工場硬式野球部→2003年に三菱自工水島硬式野球クラブの名称でクラブチーム化、その年の途中から倉敷オーシャンズと改名→2009年に再び三菱自動車の冠をつける→2015年に企業登録に復帰
- 日本製鉄山口硬式野球部...八幡製鐵光硬式野球部として発足し、新日本製鐵光硬式野球部→1994年に活動休止、翌1995年に光シーガルズとしてクラブチーム化→2019年に企業チーム登録復帰、2021年に日鉄ステンレス山口シーガルズに改名→2022年現チーム名
- 日本製鉄九州大分硬式野球部...元新日本製鐵大分硬式野球部→1997年に大分硬式野球倶楽部としてクラブチーム化→2000年に大分ハーキュリーズに改名→2003年廃部、翌2004年に新日本製鐵大分硬式野球同好会として再発足→2008年に新日本製鐵大分ベースボールクラブに改名→2012年に新日鐵住金の発足に伴い新日鐵住金大分クラブに改名→2014年に新日鐵住金大分に改名→2019年に日本製鉄大分に改名→2020年に企業チーム登録復帰→2023年現チーム名

## クラブチームの類型
クラブチームと一口に言っても多種多様であり、一つの観点から分類することはほぼ不可能であるが、多角的に分類すると、以下のようになろう。当然、複数の類型に分類されるクラブチームもある。

### 地域密着・同好会タイプ
いわばクラブチームの原点といえるスタイルである。現在活動しているクラブチーム中で最古参の函館太洋倶楽部や道内で2番目の歴史有する小樽野球協会、全日本クラブ野球選手権大会10回優勝の全足利クラブ、同大会を第1回から3連覇した全浦和野球団などが代表格といえる。

### チーム運営NPOタイプ
チームを運営する特定非営利活動法人を設立し、その法人がチームを運営するスタイル。日本初のNPO法人運営チームは札幌ホーネッツ（NPO法人「北海道ベースボールクラブ」が運営）で、チーム設立から3年でクラブ野球選手権を制している（2003年）。また、NOMOベースボールクラブや茨城ゴールデンゴールズもこのスタイルを採っている。このスタイルの特長は、法人格を持った運営母体があることから、スポンサーやファンクラブ運営を行いやすく、チーム経費の管理も行いやすいところにある。近年設立されたクラブチームの多くはこのスタイルを採っている。

### 著名人立ち上げタイプ
元プロ野球選手や芸能人らがチームを立ち上げ、総監督・監督などのポジションに収まるスタイル。特長としては、チーム立ち上げ時に行うセレクションで、そのネームバリューで有望な人材が集まりやすいという点がある。茨城ゴールデンゴールズ（萩本欽一が創設）、ブルーズヨシフォレスト（吉幾三が創設、現在は廃部）などが例として挙げられる。

### 広域複合企業チーム
広域複合企業チームは、2003年の日本野球連盟定期評議員会で提唱された「21世紀のクラブチーム像」で提示されたもの。選手の雇用先は複数の企業が分担し、賃金はその企業から受け取るが、チームとしては同一のユニフォームを使用する（雇用主を示すワッペンを袖につけることができる。また、公式戦では選手名の後に通常であれば最終学歴をコールするところ、所属企業をコールする）。地域に密着したチーム運営の一形態として、登録種別としては会社登録の企業チームとして活動している（企業登録扱いであるためクラブ選手権には出場はできない）。
新たなクラブチームの活動を広げるものとして期待されたが、広域複合企業チームとして登録され、活動したのはかずさマジック（千葉県君津市）、硬式野球クラブ 東海REX（愛知県東海市）、フェズント岩手（岩手県盛岡市）の3チームのみにとどまった。前2者はいずれも新日鐵企業チームからの転換だったが、企業名が外れたことで有力新人選手の獲得が困難になって低迷が続いたこともあり、2012年途中に新日鐵住金の発足に伴って企業名を冠名とし（広域複合企業チーム登録は継続）、フェズント岩手は所属企業が異なることによって合同練習が困難であること・新人選手獲得難などを理由に2015年に解散している。

### 企業チームからの衣替えタイプ
企業チームが休廃部した後に有志がクラブチームを立ち上げたり、企業が全面的な支援をすることはないものの、支援の幅を縮小して便宜供与を図るもの（事実上同好会と同じ）である。登録上はクラブチームだが、クラブ化後しばらくは企業チームに匹敵する実力を有する。代表的なチームとしてはNSBベースボールクラブ（旧：中山製鋼所硬式野球部）、信越硬式野球クラブ（旧：NTT信越硬式野球クラブ）、倉敷オーシャンズ（旧：三菱自動車水島硬式野球部、現在は再び企業登録）などが挙げられる。なお、同一企業に所属する選手が10名以上競技者登録しているチームは、クラブ登録していても全日本クラブ野球選手権大会には出場することはできないこととされていたが、日本野球連盟の諸大会運営方針の見直しにより、登録選手の如何を問わず2010年からクラブ選手権への参加が可能となった（日本選手権対象大会及び日本選手権最終予選への出場を選択することも可能）。

### 冠スポンサータイプ
実態としてはクラブチームだが、その運営費を特定の企業の支援に頼るもの。そのかわりに企業名をチーム名に冠して、企業の広報の一翼を担うもの。近年は企業チーム運営までの支出を回避したい企業と、運営費の確保を図りたいチームとの思惑が一致することから、企業名を冠するチームが徐々に増えている。
創部当初のオール常交、近年ではエディオンBLITZ、トータル阪神（2014年廃部）、アークバリアドリームクラブ（2013年から企業登録）が該当する。

## クラブチームとプロ野球
クラブチームは全日本クラブ野球選手権大会を除き、全国大会の表舞台に立つことは少ないが、都市対抗野球大会の補強選手として活躍を見せ、NPBのスカウトの目に留まりドラフト指名される場合や、入団テストを経由してプロ入りする選手も見られる。
21世紀に入ると、企業チームのクラブチームへの衣替えが多くなったこと、育成選手制度が導入されたことから、クラブチーム所属選手がドラフト指名されるケースが多くなった。しかしながら、「独立リーグのチーム数増加」や「ファーム参入球団の増加」など、プロ入りを目指す選手の選択肢が拡大するにともなって、2010年代後半では再びNPBドラフトでの指名数は減少傾向にある。
クラブチームで企業チーム相手に活躍を見せ、企業チームに移籍した後にドラフト指名されるケースもある。例として、藤江均（NOMOベースボールクラブ→東邦ガス→横浜DeNAベイスターズ）、嘉弥真新也（ビッグ開発ベースボールクラブ→JX-ENEOS→福岡ソフトバンクホークスなど）がある。また、独立リーグ移籍後にドラフト指名されるケースもあり、和田康士朗（都幾川倶楽部硬式野球団→BCリーグ・富山→千葉ロッテマリーンズ）、渡辺明貴（山梨球友クラブ→BCリーグ・滋賀→BCリーグ・新潟ほか→TOKYO METS→BCリーグ・茨城→横浜DeNAベイスターズ）などの例がある。
ドラフト会議開始後、クラブチーム所属選手でNPBチームに入団した主な選手は以下の通り（入団時に所属チーム・最終所属がクラブチームであった者に限る）。
| 氏名       | ドラフト結果                                            | 所属チーム                   | 備考 |
| ---------- | ------------------------------------------------------- | ---------------------------- | --- |
| 森浩一     | 1976年ドラフト外で大洋ホエールズ                        | オール北斗                   | |
| 鈴木孝行   | 1980年ドラフト外で西武ライオンズ                        | 東北クラブ                   | |
| 佐藤文彦   | 1982年ドラフト外でロッテオリオンズ                      | 石巻日和倶楽部               | |
| 小倉恒     | 1992年ドラフト7位でヤクルトスワローズ                   | 全足利クラブ                 | |
| 日里正義   | 1997年ドラフト6位で日本ハムファイターズ                 | 全三郷倶楽部野球団           | |
| 丹波幹雄   | 1998年ドラフト8位でヤクルトスワローズ                   | WIEN BASEBALL CLUB           | |
| 本間忠     | 1999年ドラフト6位でヤクルトスワローズ                   | 野田サンダーズ               | |
| 竹下慎太郎 | 2000年ドラフト8位で横浜ベイスターズ                     | 大分硬式野球倶楽部           | ※チームは2020年から企業登録に変更                                                                                     |
| 橋本泰由   | 2001年ドラフト15位でオリックス・ブルーウェーブ          | 箕島球友会                   | |
| 鶴岡慎也   | 2002年ドラフト8位で日本ハムファイターズ                 | 三菱重工横浜硬式野球クラブ   | ※チームは2008年から企業登録に変更                                                                                     |
| 三瀬幸司   | 2003年ドラフト7位で福岡ダイエーホークス                 | NTT西日本中国野球クラブ      | |
| 石井裕也   | 2004年ドラフト6位で中日ドラゴンズ                       | 三菱重工横浜硬式野球クラブ   | ※チームは2008年から企業登録に変更                                                                                     |
| 中村渉     | 2004年ドラフト7位で日本ハムファイターズ                 | 三菱製紙八戸クラブ           | |
| 柳田殖生   | 2005年大学生・社会人ドラフト5位で中日ドラゴンズ         | NOMOベースボールクラブ       | |
| 岩﨑哲也   | 2006年大学生・社会人ドラフト5位で西武ライオンズ         | 三菱重工横浜硬式野球クラブ   | ※チームは2008年から企業登録に変更                                                                                     |
| 金森久朋   | 2006年育成選手ドラフト1位で東北楽天ゴールデンイーグルス | 西多摩倶楽部                 | |
| 小林高也   | 2008年育成選手ドラフト2位で中日ドラゴンズ               | 東京弥生クラブ               | |
| 福元淳史   | 2008年育成選手ドラフト4位で読売ジャイアンツ             | NOMOベースボールクラブ       | |
| 岡田幸文   | 2008年育成選手ドラフト6位で千葉ロッテマリーンズ         | 全足利クラブ                 | |
| 石田淳也   | 2010年育成選手ドラフト3位で千葉ロッテマリーンズ         | NOMOベースボールクラブ       | |
| 川口隼人   | 2010年育成選手ドラフト3位で東北楽天ゴールデンイーグルス | 滋賀・高島ベースボールクラブ | |
| 財前貴男   | 2010年育成選手ドラフト5位で読売ジャイアンツ             | エイデン愛工大OB BLITZ       | |
| 川口寛人   | 2010年育成選手ドラフト7位で読売ジャイアンツ             | 西多摩倶楽部                 | |
| 田原誠次   | 2011年ドラフト7位で読売ジャイアンツ                     | 三菱自動車倉敷オーシャンズ   | ※チームは2016年から企業登録に変更                                                                                     |
| 神保貴宏   | 2011年育成選手ドラフト1位で東北楽天ゴールデンイーグルス | トランシス                   | |
| 笹沼明広   | 2011年育成選手ドラフト6位で福岡ソフトバンクホークス     | 全足利クラブ                 | |
| 森唯斗     | 2013年ドラフト2位で福岡ソフトバンクホークス             | 三菱自動車倉敷オーシャンズ   | ※チームは2016年から企業登録に変更                                                                                     |
| 萬谷康平   | 2013年育成選手ドラフト2位で横浜DeNAベイスターズ         | ミキハウスREDS               | ※チームは2018年、ミキハウス硬式野球部が復活することをうけて、選手やスタッフを新チームに引き継いだうえで解散している。 |
| 瀬川隼郎   | 2014年ドラフト5位で北海道日本ハムファイターズ           | 室蘭シャークス               | ※チームは2018年から企業登録に変更                                                                                     |
| 河野大樹   | 2014年育成選手ドラフト7位で福岡ソフトバンクホークス     | NOMOベースボールクラブ       | |
| 則本佳樹   | 2018年育成選手ドラフト2位で東北楽天ゴールデンイーグルス | 山岸ロジスターズ             | |
| 古賀輝希   | 2024年ドラフト7位で埼玉西武ライオンズ                   | 千曲川硬式野球クラブ         | |